# Suore francescane dell'Eucaristia
Le Suore Francescane dell'Eucaristia (in inglese The Franciscan Sisters of the Eucharist; sigla F.S.E.) sono un istituto religioso femminile di diritto pontificio.

## Storia
L'istituto è nato dalla separazione di alcune comunità dalla congregazione delle suore francescane dell'adorazione perpetua di La Crosse: nel 1970 alcune case furono costituite in provincia provvisoria e il 2 dicembre 1973 ottennero di essere staccate definitivamente dall'istituto-madre e di costituirsi in congregazione autonoma.

## Attività e diffusione
Le suore si dedicano a varie opere a carattere sociale e culturale.
Oltre che negli Stati Uniti d'America, sono presenti in Canada, Italia e Palestina; la sede generalizia è a Meriden, in Connecticut.
Alla fine del 2015 l'istituto contava 83 religiose in 13 case.